# Villevieux
Villevieux és un municipi francès situat al departament del Jura i a la regió de Borgonya - Franc Comtat. L'any 2007 tenia 718 habitants.

## Demografia

### Població
El 2007 la població de fet de Villevieux era de 718 persones. Hi havia 288 famílies de les quals 72 eren unipersonals (20 homes vivint sols i 52 dones vivint soles), 92 parelles sense fills, 112 parelles amb fills i 12 famílies monoparentals amb fills.
La població ha evolucionat segons el següent gràfic:
Habitants censats

### Habitatges
El 2007 hi havia 330 habitatges, 287 eren l'habitatge principal de la família, 33 eren segones residències i 10 estaven desocupats. 303 eren cases i 27 eren apartaments. Dels 287 habitatges principals, 228 estaven ocupats pels seus propietaris, 54 estaven llogats i ocupats pels llogaters i 5 estaven cedits a títol gratuït; 2 tenien una cambra, 10 en tenien dues, 42 en tenien tres, 77 en tenien quatre i 156 en tenien cinc o més. 221 habitatges disposaven pel capbaix d'una plaça de pàrquing. A 107 habitatges hi havia un automòbil i a 151 n'hi havia dos o més.

### Piràmide de població
La piràmide de població per edats i sexe el 2009 era:
| Homes | Edats   | Dones |
| ----- | ------- | ----- |
| 0     | 95 o +  | 0     |
| 0     | 90 a 94 | 0     |
| 0     | 85 a 89 | 0     |
| 4     | 80 a 84 | 4     |
| 12    | 75 a 79 | 20    |
| 12    | 70 a 74 | 16    |
| 28    | 65 a 69 | 8     |
| 16    | 60 a 64 | 4     |
| 16    | 55 a 59 | 20    |
| 16    | 50 a 54 | 20    |
| 24    | 45 a 49 | 40    |
| 44    | 40 a 44 | 32    |
| 28    | 35 a 39 | 12    |
| 20    | 30 a 34 | 36    |
| 16    | 25 a 29 | 4     |
| 32    | 20 a 24 | 8     |
| 44    | 15 a 19 | 16    |
| 12    | 10 a 14 | 20    |
| 16    | 5 a 9   | 36    |
| 12    | 0 a 4   | 24    |

## Economia
El 2007 la població en edat de treballar era de 468 persones, 366 eren actives i 102 eren inactives. De les 366 persones actives 347 estaven ocupades (190 homes i 157 dones) i 19 estaven aturades (8 homes i 11 dones). De les 102 persones inactives 33 estaven jubilades, 35 estaven estudiant i 34 estaven classificades com a «altres inactius».

### Ingressos
El 2009 a Villevieux hi havia 297 unitats fiscals que integraven 756,5 persones, la mediana anual d'ingressos fiscals per persona era de 18.711 €.

### Activitats econòmiques
Dels 26 establiments que hi havia el 2007, 1 era d'una empresa extractiva, 1 d'una empresa alimentària, 1 d'una empresa de fabricació d'altres productes industrials, 9 d'empreses de construcció, 5 d'empreses de comerç i reparació d'automòbils, 3 d'empreses de transport, 1 d'una empresa immobiliària, 3 d'empreses de serveis i 2 d'empreses classificades com a «altres activitats de serveis».
Dels 8 establiments de servei als particulars que hi havia el 2009, 1 era una funerària, 4 guixaires pintors, 1 fusteria, 1 lampisteria i 1 empresa de construcció.
Dels 3 establiments comercials que hi havia el 2009, 1 era una botiga de menys de 120 m², 1 una fleca i 1 una botiga d'electrodomèstics.
L'any 2000 a Villevieux hi havia 18 explotacions agrícoles que ocupaven un total de 1.584 hectàrees.

## Equipaments sanitaris i escolars
El 2009 hi havia una escola elemental.

## Poblacions més properes
El següent diagrama mostra les poblacions més properes.